# Fran Šuklje
za hrvaškega geologa in paleontologa glej Fran Šuklje (geolog)
Fran Šuklje [fràn šúklje], slovenski politik, * 24. oktober 1849, Ljubljana, † 18. avgust 1935, dvorec Kamen (Novo mesto).

## Življenjepis
Oče mu je bil davkar Martin, mati mu je bila Ana (roj. Grüneis). Še preden je maturiral je kot prostovoljec sodeloval v avstrijsko-pruski vojni leta 1866; med bitko pri Hradcu Královém je bil ranjen in ujet, a je bil že kmalu izpuščen zaradi premirja. 
Po vrnitvi je opravil maturo, nakar se je vpisal na Univerzo na Dunaju, kjer je študiral pravo in filozofijo ter leta 1872 končal rigoroz iz zgodovine (bil je Knafljev štipendist). Po vrnitvi na Kranjsko je opravil učiteljske izpite in postal gimnazijski profesor; učil je v Ljubljani, Gorici, Novem mestu in na Dunajskem Novem mestu. 
Leta 1882 je vstopil v aktivno politično življenje, ko je bil izvoljen v ljubljanski mestni svet. Naslednje leto je bil izvoljen v kranjski deželni zbor kot dolenjski poslanec, leta 1885 pa še v dunajski državni zbor. Med letoma 1884 in 1885 je izdajal provladni Ljubljanski list. Leta 1889 je bil ponovno izvoljen v deželni zbor in leta 1891 v državni zbor. Toda leta 1894 je zapustil državni zbor; pozneje je postal dvorni svetnik. Leta 1897 se je vrnil v državni zbor, leta 1903 bil še enkrat izvoljen, leta 1906 pa ponovno v kranjski deželni zbor. Kot zagovornika politike prilagajanja se ga je oprijel vzdevek "elastikar", pa tudi "fanatik oportunizma".
Kot deželni in državni poslanec je bil od leta 1889 skupaj z baronom Jožefom Schweglom glavni pobudnik za gradnjo dolenjske železnice, vse do njene otvoritve leta 1893.
Leta 1908 je postal deželni glavar Kranjske. Predčasno je zaradi strankarskih nesoglasij z Ivanom Šusteršičem leta 1911 odstopil tako s pozicije deželnega glavarja kot iz Slovenske ljudske stranke. S tem se je končala njegova aktivna politična kariera.
Leta 1889 mu je cesar Franc Jožef I. za njegove zasluge podelil viteški naslov Leopoldovega reda in ga leta 1908 povzdignil v dedni plemiški stan (plemeniti Šuklje).
Oktobra 1918 je predlagal, da bi bila vsa Istra del Slovenije. Tej ideji sta nasprotovala Ivan Tavčar in Ivan Hribar.
Umrl je 18. avgusta 1935 na gradu Kamen, kjer je živel od svoje upokojitve.
Po njem se danes imenuje ulica v Novem mestu.